# Suchoi Su-30
Die Suchoi Su-30 (russisch Сухой Су-30, NATO-Codename: Flanker-C) ist ein russisches Mehrzweckkampfflugzeug auf der Basis des zweisitzigen Trainingsflugzeugs Suchoi Su-27UB, dessen Entwicklung in den letzten Jahren der Sowjetunion begann.

## Entwicklung

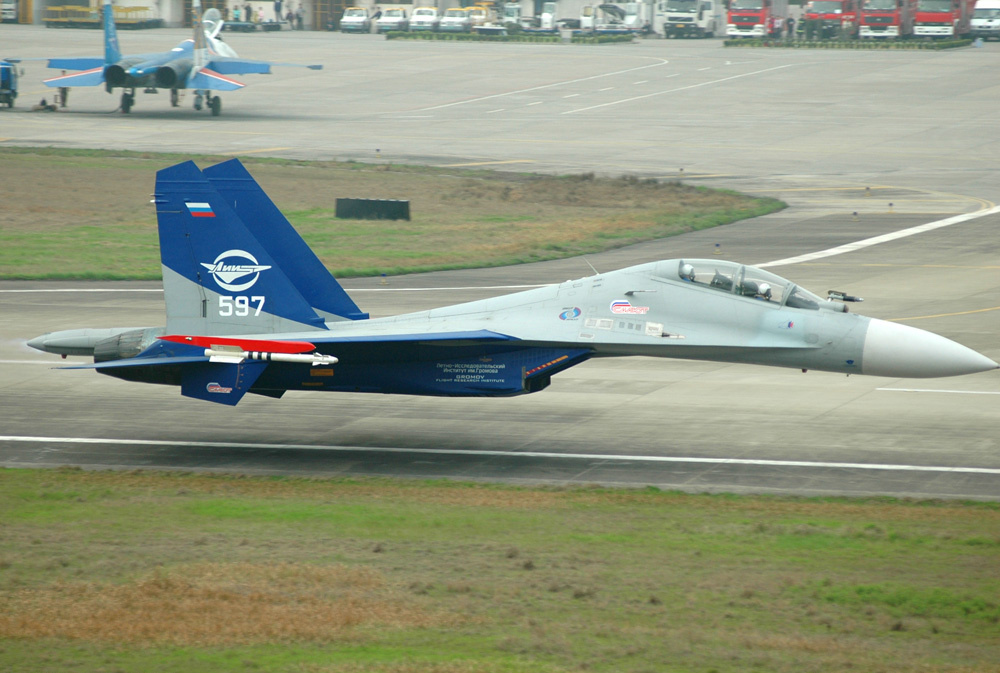
Eine Su-30 im extremen Tiefflug, geflogen von Testpilot Anatoli Kwotschur (2006)

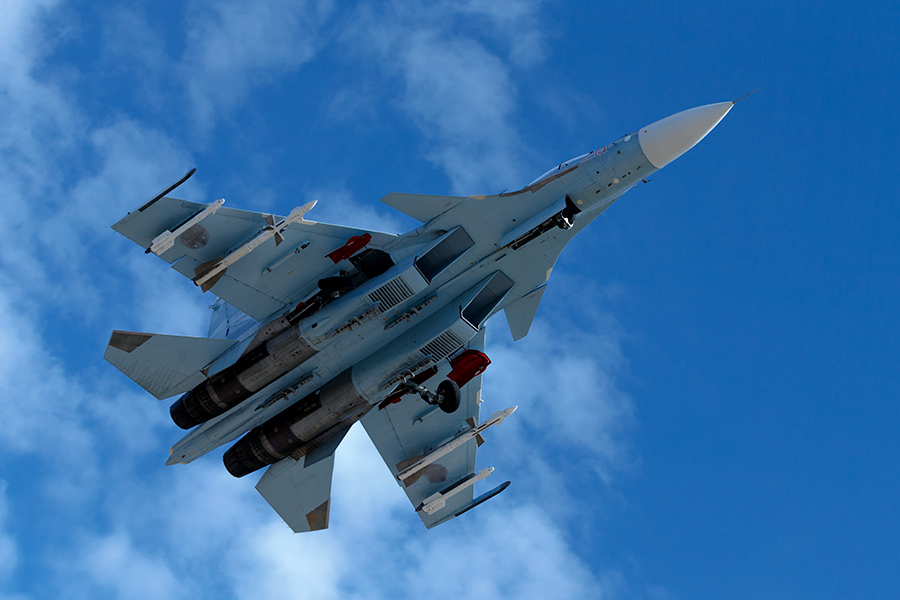
Russische Suchoi Su-30 von unten (2016)

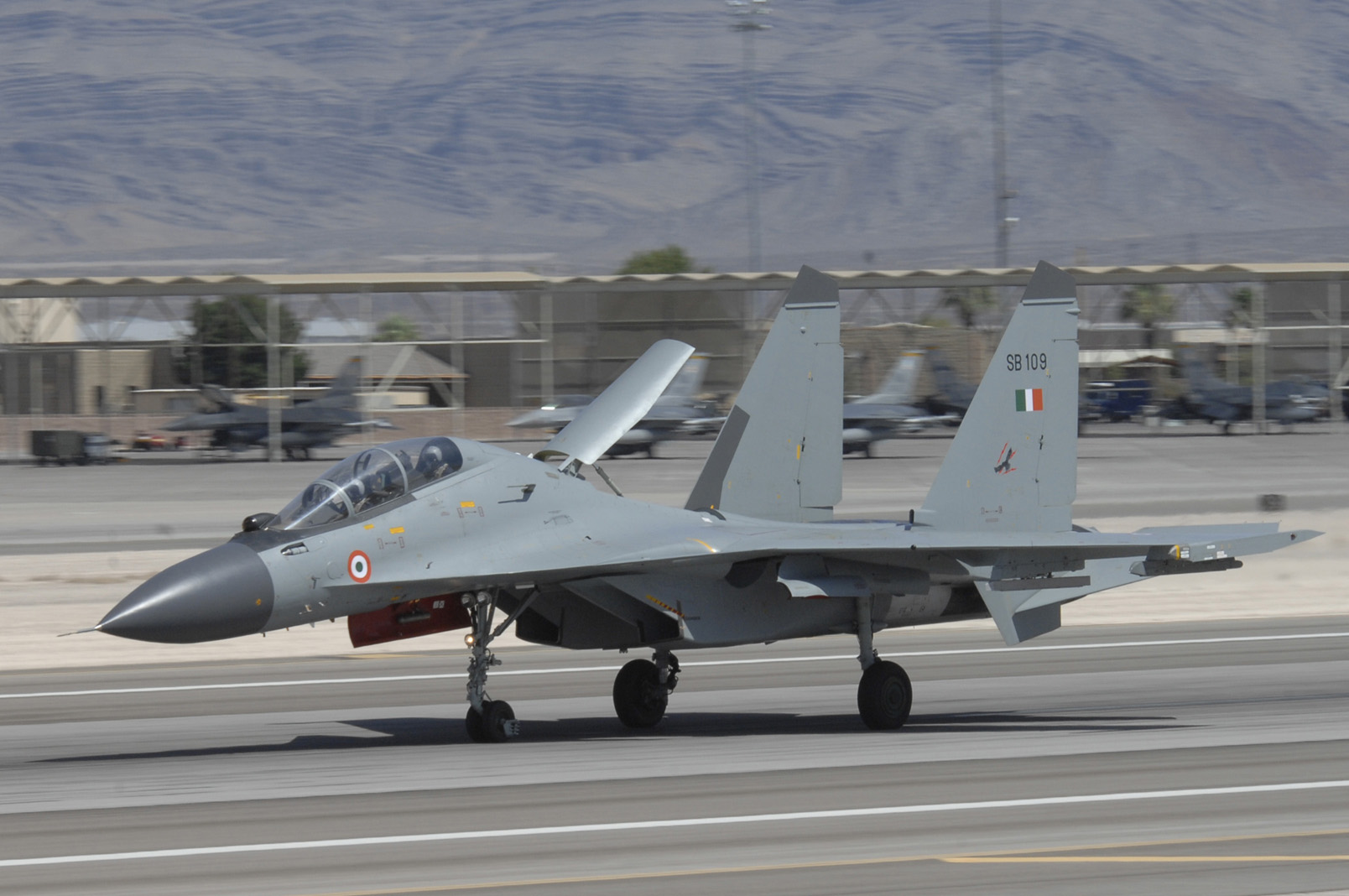
Die Su-30K ersetzte in der indischen Luftwaffe viele der veralteten MiG-21- und MiG-23-Jäger

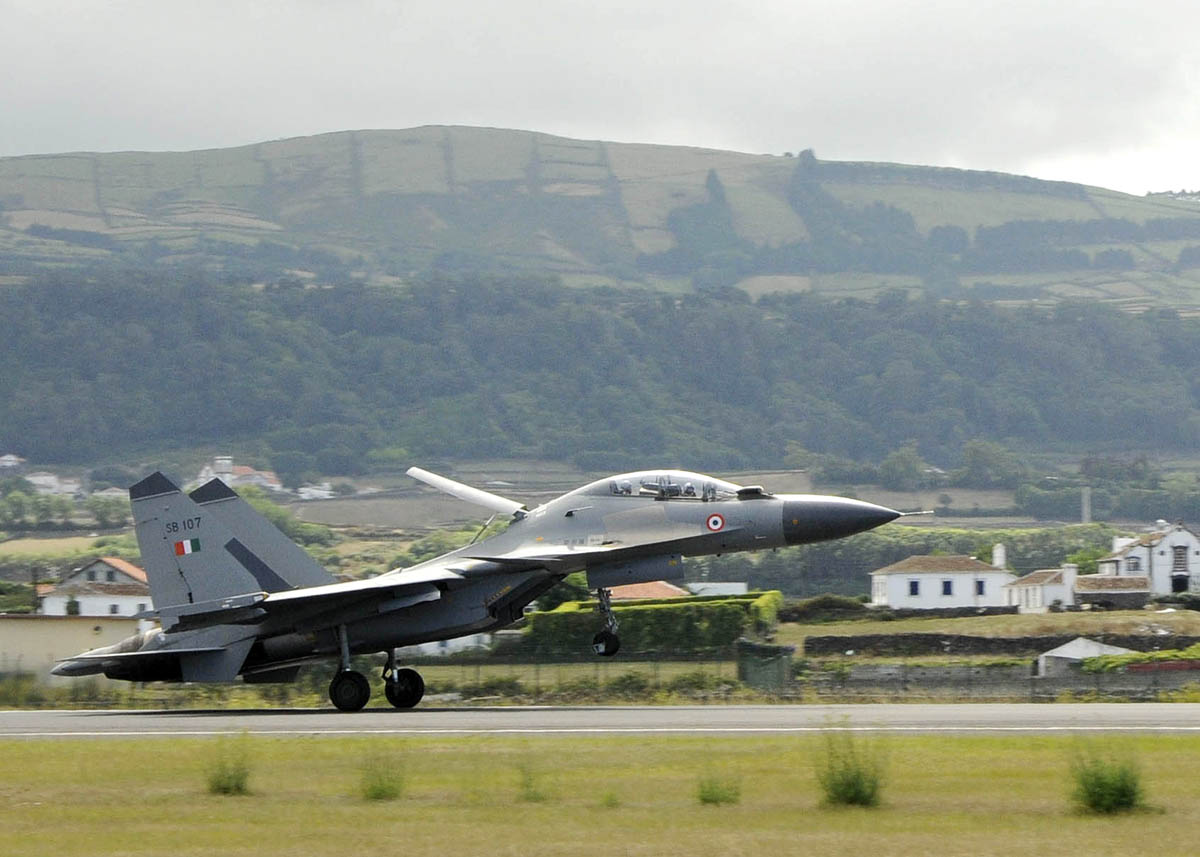
Viele der indischen Su-30-Maschinen sind in Lizenz gebaut worden

Mit der Entwicklung der Su-30 wurde bei Suchoi Mitte der 1980er-Jahre begonnen. Noch bevor die Su-27 („Flanker“) in Dienst gestellt wurde, begann man bereits mit der Weiterentwicklung. Ziel war, eine ganze Serie von Flugzeugtypen zu schaffen, die aus einem Langstreckenabfangjäger, einem Luftüberlegenheitsjäger, einem taktischen Jagdbomber und einem Mehrzweckkampfflugzeug bestehen sollte. Diese Generation bezeichnete Suchoi als Serie 30.
Die Su-30, zunächst auch Su-27PU genannt, sollte in diesem Konzept den Langstreckenabfangjäger darstellen. Der erste Prototyp flog unter der Bezeichnung T-10PU-5 erstmals am 30. Dezember 1989. Der Prototyp war relativ frei von Problemen, weshalb recht schnell die Serienfertigung begann. Am 14. April 1992 flog die erste Su-30-Serienmaschine, und noch im gleichen Jahr wurde dieser Typ in Dienst gestellt. Im Einsatz war die Su-30 als Ergänzung für die MiG-31 („Foxhound“) vorgesehen, die dann primär zur Abwehr von Marschflugkörpern eingesetzt werden sollte. Die Su-30 sollte US-amerikanische B-1- und B-52-Bomber über dem Nordpol und dem Pazifik abfangen. Durch den Zusammenbruch der Sowjetunion wurde dieses Konzept aber hinfällig, wodurch die Su-30 „arbeitslos“ wurde. Als Folge dessen gab es zunächst nur eine eingeschränkte Produktion von Su-30-Maschinen.
Daraufhin begann man bei Suchoi mit der Suche nach neuen Aufgaben für die Su-30, und man begann damit, die Su-30 zu einem Mehrzweckkampfflugzeug umzubauen. Heraus kam die Su-30M, die vorwiegend für Jagdbomber-Einsätze vorgesehen ist. Entsprechend diesem Aufgabenspektrum wurden anstelle des Abfangradars ein neues Kampfelektronik- und ein Tschaika-Navigationssystem eingebaut. Gleichzeitig wurde die Heckpartie der Maschine überarbeitet und stabilisiert, um sie gegen Beschuss widerstandsfähiger zu machen. Für den Export wurde die Su-30MK bereitgestellt, die sich mehrfach gegen ihre US-amerikanischen und europäischen Konkurrenten auf dem asiatischen Markt durchsetzte.
Trotz ihrer Größe und ihres hohen Gewichts ist die Su-30 zu bemerkenswerten Flugleistungen fähig. Dazu gehört unter anderem das mit einer Su-27 öffentlich demonstrierte und seitdem berühmte Kobramanöver. Im Vergleich zur Su-27 erreicht die Su-30 allerdings eine etwas geringere Steigleistung und Höchstgeschwindigkeit. Bei Manövern mit sehr abrupten Richtungsänderungen verliert sie enorm an Geschwindigkeit und somit auch Höhe, was vor allem bei Versionen mit Schubvektorsteuerung, welche die Wendigkeit der Maschine gegenüber Flugzeugen mit konventionellen Triebwerken stark erhöhen, besonders deutlich wird. Die Stärke der Su-30 liegt primär in ihrer hohen Flexibilität, da sie beinahe für jede Art von Einsatz verwendet werden kann.
Diese sogenannten „Multi-Role“-Fähigkeiten waren der größte Vorteil der Su-30MK auf dem Weltmarkt, da zuvor nur die F-16 „Fighting Falcon“, F/A-18 „Hornet“ und JAS 39 „Gripen“ über eine ähnliche hohe Flexibilität verfügten, ohne aber die Flugleistungen der Su-30 zu erreichen. Dies änderte sich aber mit der Einführung der F-35 sowie der vollen Einsatzfähigkeit der französischen Rafale und des Eurofighter „Typhoon“.
Die Su-30 verfügt über keine Tarnkappen-Eigenschaften und weist aufgrund ihrer Größe einen hohen Kerosinverbrauch auf, der durch die großen internen Tanks jedoch wieder ausgeglichen wird, sodass der Hersteller bislang auf eine Integration von abwerfbaren Zusatztanks verzichtet hat.

### Radarsysteme
Die Su-30 verwendet als Bordradar das NIIP N001 „Metsch“ (auch: RPLK-27, NATO-Code: „Slot Back“). Es wurde für die Su-27 entwickelt und sollte mindestens dieselbe Leistung wie das US-amerikanische AN/APG-65 aufweisen. Dies war aber zum Zeitpunkt der Entwicklung nicht realisierbar, so dass man Teile aus dem vorhandenen N019-Radar einsetzte (hauptsächlich die Parabolantenne und der TS100-Prozessor). Die Entwicklung war im März 1983 abgeschlossen. Bei den folgenden Tests lag die Reichweitenleistung deutlich unter den Erwartungen. So kann das Radar einen großen Bomber auf maximal 140 km statt der geplanten 200 km erfassen. Auch die Zuverlässigkeit war mit einem MTBF von nur fünf Stunden extrem niedrig. Daher wurde das Radar vorerst nicht akzeptiert und erneut überarbeitet. Das überarbeitete Radar wurde 1991 eingeführt.
Die Parabolantenne des N001 hat einen Durchmesser von 1,075 m und sendet mit einer Durchschnittsleistung von 1 kW im X-Band (8–12 GHz). Es gehört zur Gruppe der Doppler/Impuls-Radare, weshalb es auch über gute Look-Down/Shoot-Down-Fähigkeiten verfügt. Große Ziele können auf 140 km Entfernung erfasst werden, ein Ziel mit einem Radarquerschnitt von 3 m² auf 80 bis 100 km, wobei ein solches Ziel erst ab 65 km sicher verfolgt werden kann. Das Radar verfügt auch über einen TWS-Modus und kann so zehn Ziele gleichzeitig verfolgen und zwei davon simultan bekämpfen. Die chinesische Version der Su-30MK2 ist mit einem Schuk-MSE-Radar ausgestattet, mit dem bis zu zehn Ziele gleichzeitig verfolgt und vier simultan bekämpft werden können.
In der Su-30MKI und ihren Varianten kommt das N011M „Bars“ (auch: RLSu-30MK) als eines der leistungsfähigsten russischen Radargeräte für Kampfflugzeuge zum Einsatz. Es zeichnet sich besonders durch die PESA-Antenne aus, welche die Leistung in allen relevanten Parametern deutlich erhöht. Die Entwicklung begann Anfang der 1990er-Jahre, wobei als Testplattform zwei speziell konfigurierte Su-27M dienten. Während der Entwicklung traten Probleme mit der neuen Antenne auf, die bei einer elektronischen Schwenkung über 40° massiv an Leistung verlor. Daher wird die Antenne nun horizontal zusätzlich mechanisch ausgerichtet, so dass Scanwinkel von ±70° möglich sind, in der Höhe wegen der fehlenden mechanischen Ausrichtung nur ±40°. Die Antenne selbst hat einen Durchmesser von einem Meter, wiegt 110 kg und sendet im X-Band. Hierbei erzielt sie eine Impulsleistung von 4–5 kW und eine Dauerleistung von 1,2 kW. Der Antennengewinn beträgt 36 dB, die erste Nebenkeule fällt um −25 dB geringer aus, was zu einer durchschnittlichen Nebenkeulendämpfung von −48 dB führt. Der Öffnungswinkel liegt bei 2,4°, wobei zwölf unterschiedliche Strahlen erzeugt werden können. Zur Signalverarbeitung kommt ein programmierbarer TS200-Prozessor zum Einsatz, der eine maximale Leistung von 75 MIPS erreicht. Das Radar wird von drei separaten Prozessoren kontrolliert, die auf einen 16-MB-RAM zurückgreifen können. Das komplette System wiegt 650 kg.
Das N011M verfügt über diverse fortschrittliche Betriebsmodi, um eine breite Palette von Luft-, See- und Boden-Zielen effektiv bekämpfen zu können. Dazu gehören Ground Mapping (mit Dopplerschärfung), TWS (15 Ziele verfolgen, davon vier simultan bekämpfen) und NCTI anhand spezifischer Eigenschaften von rotierenden Fan-Schaufeln. Die Ortungsreichweite liegt bei etwa 140 km für einen Radarquerschnitt von 1 m².

## Einsatzgeschichte

### Bürgerkrieg in Syrien
Suchoi Su-30 der russischen Luftstreitkräfte werden seit dem 30. September 2015 im Rahmen des Militäreinsatzes in Syrien zur Luftraumsicherung und gegen Bodenziele eingesetzt. Am 3. Mai 2018 stürzte eine Su-30 nahe der syrischen Küste ab. Beide Besatzungsmitglieder kamen dabei ums Leben.

### Russischer Überfall auf die Ukraine
Beim russischen Überfall auf die Ukraine setzen die russischen Luftstreitkräfte ab dem 28. Februar 2022 die Su-30 zur Luftraumsicherung und gegen Bodenziele ein. Bis Mai 2025 wurden mindestens 13 Su-30 über der Ukraine abgeschossen oder gingen aus technischen Gründen verloren. Dies entspricht 10 % der russischen Su-30-Flotte.

## Versionen

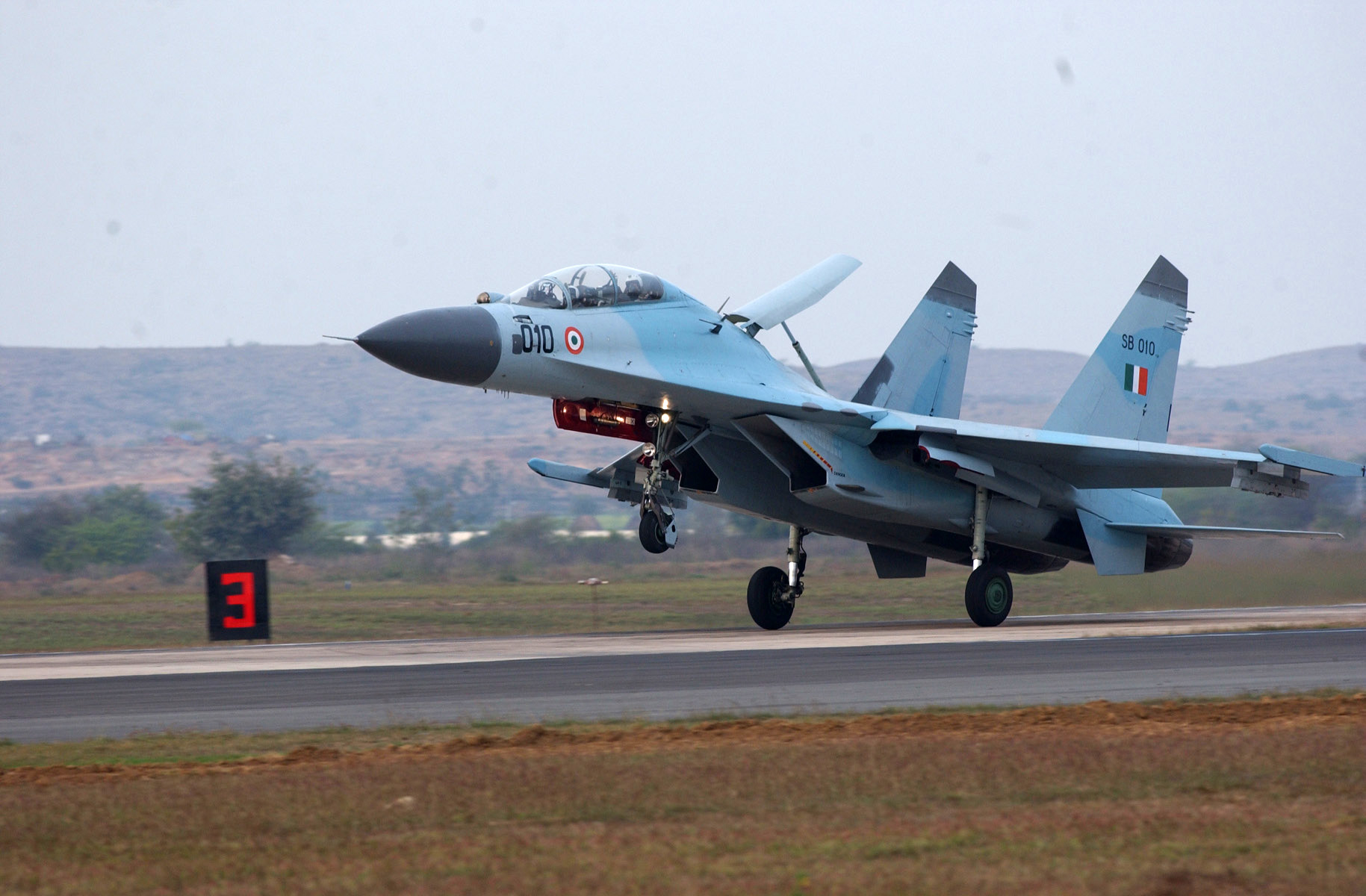
Eine Suchoi Su-30K der indischen Luftwaffe

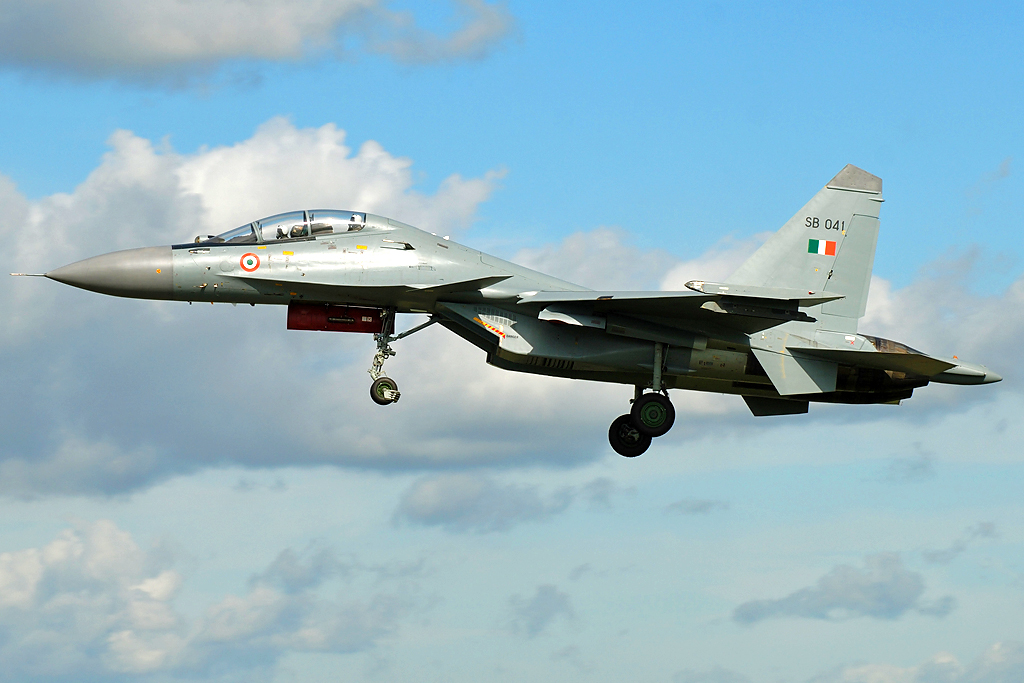
Eine Su-30MKI

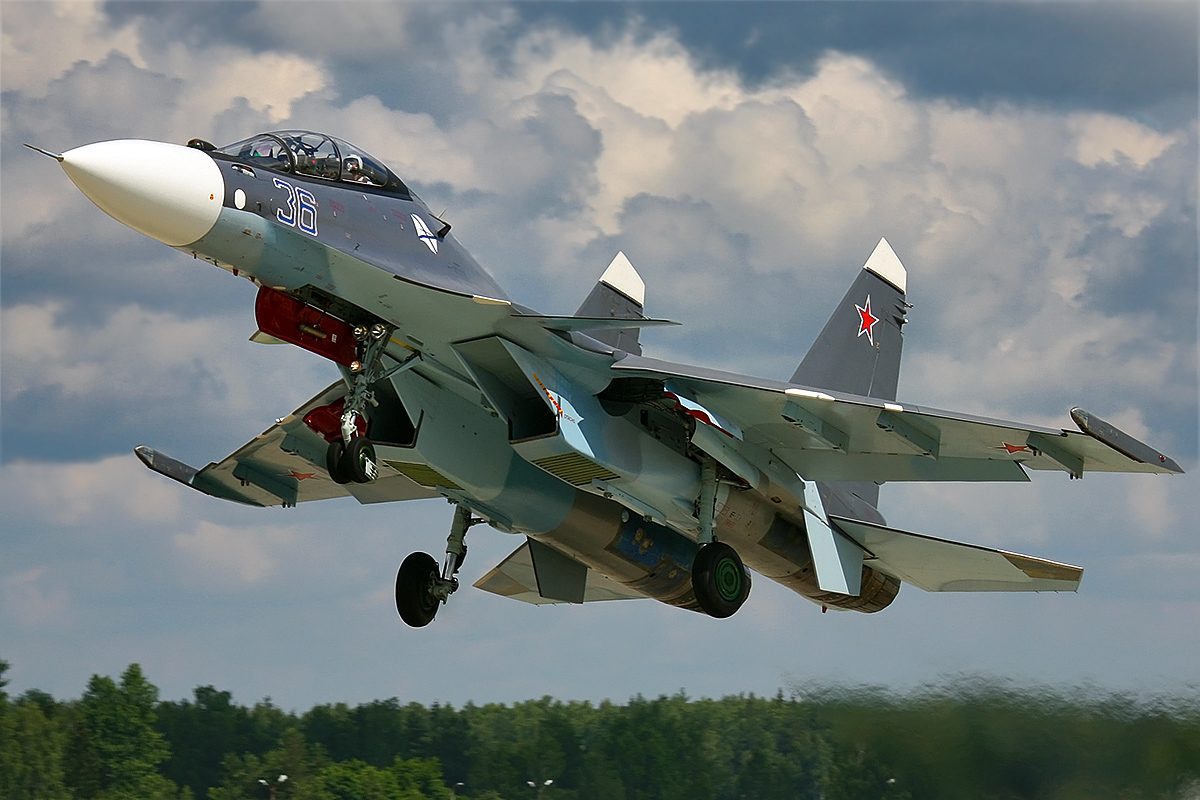
Su-30SM der russischen Marine

Su-30Initialversion und Langstreckenabfangjäger auf Basis der Su-27UB. Unterscheidet sich von der Su-27UB durch umfassendere Ausrüstung, um den Einsatz einer Gruppe von Jägern koordinieren zu können.
Su-30KErste Serienversion der Su-30. 18 Stück wurden nach Indien exportiert. Indien gab diese Flugzeuge wegen Qualitätsproblemen zurück. Die Maschinen wurden in einem Flugzeugreparaturwerk bei Minsk eingelagert. Über einen Weiterverkauf an belarussische Luftstreitkräfte ist in den Jahren 2010–2012 mehrfach spekuliert worden, eine Übereinkunft konnte jedoch nicht erzielt werden. Stattdessen bestellte Angola im Rahmen eines umfassenden Rüstungsvertrags mit Russland 12 dieser Flugzeuge. Zwei weitere ehemalig indische Maschinen gingen wohl an Äthiopien.
Su-30KILuftüberlegenheitsjäger auf Basis der Su-27SKM für Indonesien. Der 1997 geschlossene Vertrag wurde wegen der Finanzkrise in Asien nicht umgesetzt. Die Maschine wurde wieder zur Su-27SKM umgerüstet. Im Jahr 2010 erhielt Indonesien dann das Modell Su-30MK2. Die einzige einsitzige Variante der Su-30.
Su-30KNModernisierungsversion für die russischen Marineluftstreitkräfte der Seekriegsflotte. Etwa 40 Maschinen Su-27UB sollten zur Su-30KN umgerüstet werden, das Vorhaben wurde jedoch zugunsten der Modernisierung der Su-27S aufgegeben.
Su-30MMehrzweckkampfflugzeug auf Basis der Su-30. Sechs Serienmaschinen wurden an die russischen Luftstreitkräfte ausgeliefert und dienten als Technologieträger. Basisversion, aus der die beiden wichtigen Zweige der Su-30-Familie entwickelt wurden: Su-30MK, Su-30MK2 und ihre Derivate auf der einen Seite sowie Su-30MKI und ihre Varianten auf der anderen.
Su-30MKSerienversion der Su-30 als Mehrzweckkampfflugzeug auf Basis der Su-30M. Der Buchstabe „K“ in der Bezeichnung steht übersetzt für kommerziell, bzw. auf Exporte ausgerichtet und bildet die Grundlage für einen der zwei Zweige der Su-30-Entwicklung seit der Su-30M.
 Su-30MKKExportversion der Su-30MK für die Volksrepublik China. 76 Maschinen wurden ausgeliefert.
Su-30MK2Verbesserte Su-30MK. Diese Version besitzt zwei zusätzliche Aufhängungspunkte für Bewaffnung und ist in der Lage, Ch-59M-Flugkörper einzusetzen. Das Radar wurde verbessert und kann nach Wunsch alternativ durch Fasotron-NIIR-Schuk-Varianten ersetzt werden. 24 dieser Maschinen wurden von der chinesischen Volksmarine beschafft. Auch Libyen und Uganda haben jeweils 6 Flugzeuge dieses Typs bestellt. Die ersten beiden Maschinen für Uganda wurden im Juli 2011 geliefert.
Su-30MK3Vorschlag für eine für die chinesische Volksmarine modifizierte Su-30MK2. Letztendlich wurde auf die Einführung dieser Bezeichnung verzichtet und die Flugzeuge als Su-30MK2 nach China verkauft.
Su-30MKVExportversion der Su-30MK2 für Venezuela. 24 Maschinen wurden ausgeliefert.
Su-30MK2VVersion der Su-30MK2 für Vietnam.
Su-30M2Su-30MK2 für die russischen Streitkräfte. Im Rahmen des Vertrags über die Lieferung von 48 Su-35 erwarb Russland unter anderem auch 4 Su-30M2, die aus früheren Geschäftsbeziehungen bei KnAAPO übrig blieben. Weitere 16 wurden im Dezember 2012 bestellt.
 Su-30MKISpezielle Jagdbomberversion der Su-30M für die indische Luftwaffe. Die Flugzeuge bekamen Canards; spätere Baulose, die seit 2006 von Hindustan Aeronautics in Lizenz gefertigt werden, auch eine Schubvektorsteuerung. Serienmäßig mit dem N011M-Bars-Radar ausgerüstet, das bis zum Erscheinen der Su-35BM das leistungsfähigste Radar der gesamten T-10-Familie blieb. Kennzeichnend für Su-30MKI ist der hohe Anteil westlicher Avionik, weshalb sie als eine der fortschrittlichsten Varianten der Su-30 betrachtet wird. Des Weiteren war es das erste russische Kampfflugzeug mit Entenflügeln und Schubvektorsteuerung in Serie. Begründet den zweiten wichtigen Zweig der Su-30-Entwicklung.
Su-30MKMExportversion der Su-30MKI für Malaysia. Die Maschinen wurden 2003 anstelle der F/A-18F „Super Hornet“ von Boeing bestellt. Die Lieferung wurde im August 2006 vereinbart und bis Ende 2007 waren sechs Maschinen im Bestand. Zwölf weitere Su-30MKM wurden 2008 an Malaysia ausgeliefert. Das Flugzeug besitzt Entenflügel sowie Schubvektorsteuerung und sieht äußerlich der indischen Su-30MKI sehr ähnlich.
Su-30MKAExportversion der Su-30MKI für die algerische Luftwaffe. In einer ersten Tranche sind 28 Maschinen ausgeliefert worden. Da die 2007 gelieferten 15 MiG-29SMT mit jahrzehntealten Rümpfen ausgeführt wurden und den Ansprüchen der algerischen Luftwaffe nicht genügten, wurden sie zurückgegeben und stattdessen wurden 16 Su-30 gefordert. Nachdem die algerische Luftwaffe festgestellt hatte, dass in deren Su-30MKA das Radar und Avioniksysteme israelischen Ursprungs verbaut sind, fordern sie deren Austausch gegen franko-russische Komponenten.
Su-30SMModifizierte Su-30MKI für die russischen Luftstreitkräfte, von denen die ersten 30 Flugzeuge im März 2012 und im Dezember desselben Jahres 30 weitere Maschinen bestellt wurden, die bis 2015 bzw. 2016 ausgeliefert wurden. Der Erstflug fand am 21. September 2012 statt. 2013 bestellte auch die russische Marine erstmals fünf Su-30SM. 2016 summierten sich die einzelnen Aufträge auf insgesamt 116 Flugzeuge, davon 88 für die Luftwaffe und 28 für die Marine, die bis Ende 2018 ausgeliefert wurden.
Su-30SMEExportversion der Su-30SM.

## Technische Daten
| Kenngröße                | Daten der Su-30K                                                                                                  | Daten der Su-30MKI                                                                                                |
| ------------------------ | --- | --- |
| Typ                      | Langstreckenabfangjäger                                                                                           | Mehrzweckkampfflugzeug                                                                                            |
| Besatzung                | 2 | 2 |
| Länge                    | 21,94 m | 22,10 m |
| Spannweite               | 14,70 m | 14,70 m |
| Flügelfläche             | 62,04 m² | 63,20 m² |
| Flügelstreckung          | 3,48 | 3,42 |

Dreiseitenriss

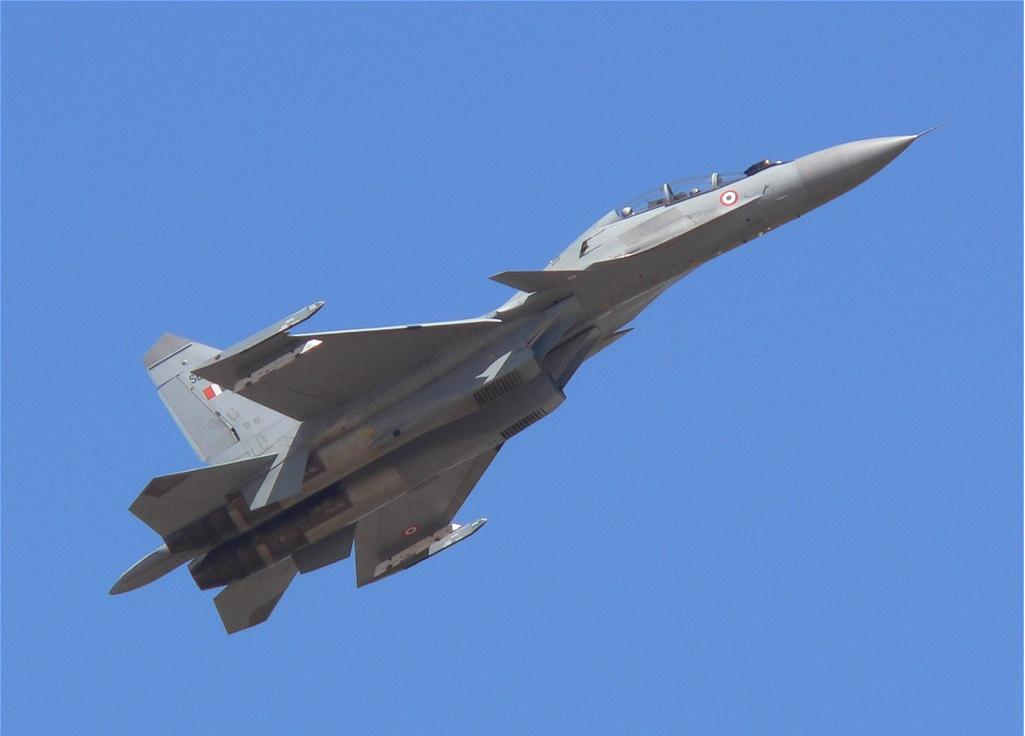
Die Steigleistungen der Su-30-Maschinen sind im Vergleich zum Ausgangsmuster Su-27 gesunken

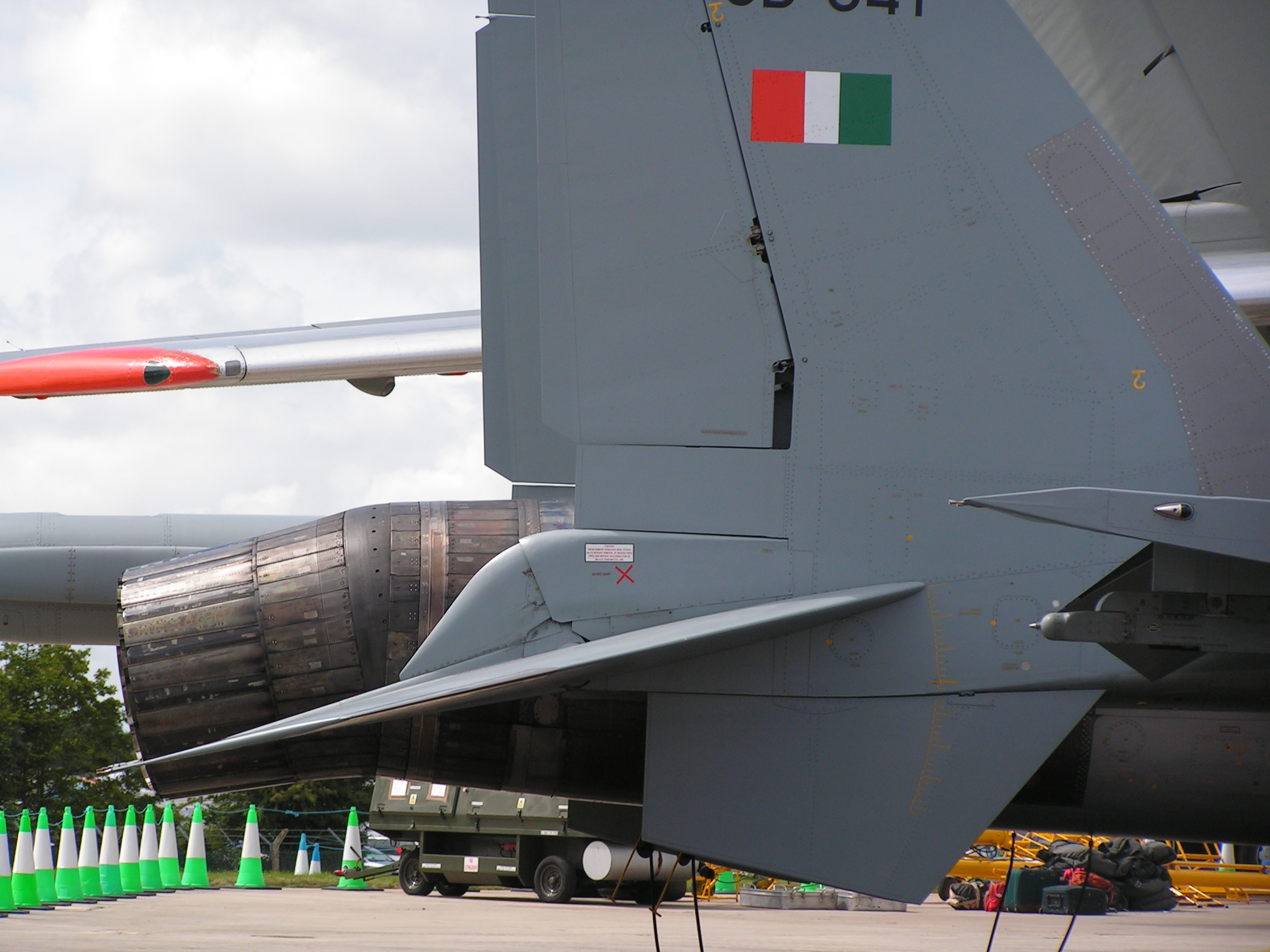
Triebwerke mit Schubvektorsteuerung einer Su-30MKI

| Tragflächenbelastung     | - minimal (Leermasse): 285 kg/m² - nominal (normale Startmasse): 396 kg/m² - maximal (max. Startmasse): 532 kg/m² | - minimal (Leermasse): 280 kg/m² - nominal (normale Startmasse): 413 kg/m² - maximal (max. Startmasse): 614 kg/m² |
| Höhe                     | 6,36 m | 6,38 m |
| Leermasse                | 17.700 kg | 17.700 kg |
| normale Startmasse       | 24.550 kg | 26.090 kg |
| max. Startmasse          | 33.000 kg | - normal: 34.500 kg - Überlastung: 38.800 kg                                                                      |
| Treibstoffkapazität      | 9.400 kg | 9.640 kg |
| g-Limits                 | −3/+8,5g | −3/+9g |
| Höchstgeschwindigkeit    | - Mach 2,35 (auf optimaler Flughöhe) - Mach 1,35 auf Meereshöhe                                                   | - Mach 2 (auf optimaler Flughöhe) - Mach 1,14 auf Meereshöhe                                                      |
| Dienstgipfelhöhe         | 17.500 m | 17.300 m |
| Steigrate                | 230 m/s | 230 m/s auf Meereshöhe                                                                                            |
| Reichweite               | - auf optimaler Flughöhe: max. 3000 km - im Tiefflug: 1270 km - mit einer Luftbetankung: 5200 km                  | - auf optimaler Flughöhe: max. 3000 km - mit einer Luftbetankung: 5200 km                                         |
| Startstrecke             | 550 m | 550 m bei norm. Startmasse                                                                                        |
| Landestrecke             | 700 m | 750 m mit Bremsschirm                                                                                             |
| Triebwerke               | zwei Saturn/Ljulka AL-31FL-Mantelstromtriebwerke                                                                  | zwei Saturn/Ljulka AL-31FP-Mantelstromtriebwerke                                                                  |
| Schubkraft               | - mit Nachbrenner: 2 × 122,58 kN - ohne Nachbrenner: 2 × 74,50 kN                                                 | - mit Nachbrenner: 2 × 130,76 kN - ohne Nachbrenner: 2 × 79,43 kN                                                 |
| Schub-Gewicht-Verhältnis | - maximal (Leermasse): 1,41 - nominal (normale Startmasse): 1,02 - minimal (max. Startmasse): 0,75                | - maximal (Leermasse): 1,51 - nominal (normale Startmasse): 1,02 - minimal (max. Startmasse): 0,69                |
| Kraftstoffverhältnis:    | 0,34 | 0,35 |

## Bewaffnung

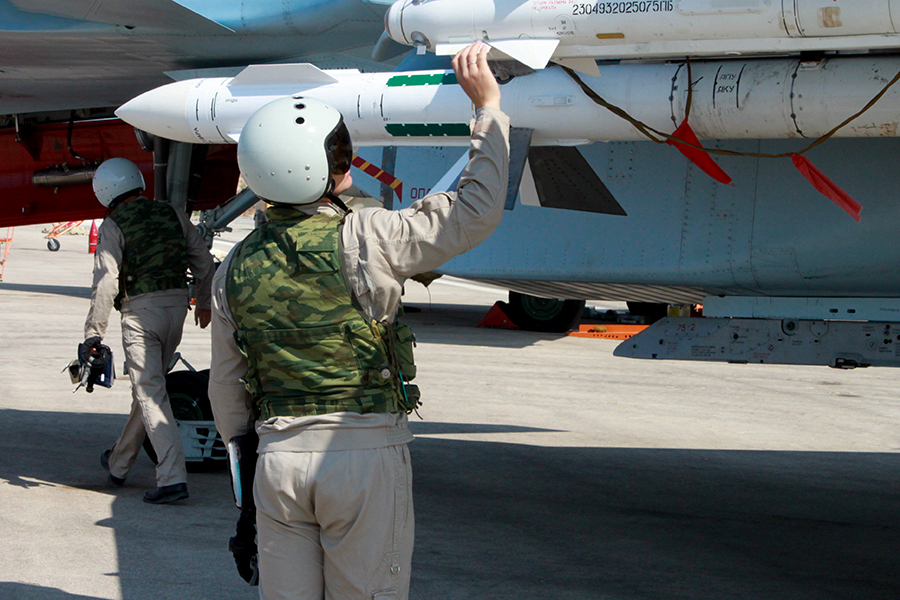
Ein Besatzungsmitglied überprüft die R-27- und R-73-Lenkflugkörper einer Su-30 während des Bürgerkrieges in Syrien im Oktober 2015

Festinstallierte Rohrwaffen-Bewaffnung im Bug
1 × 30-mm-Maschinenkanone Grjasew-Schipunow GSch-301 (9A-4071K) mit bis zu 150 Schuss Munition
Waffenzuladung von 8000 kg an zwölf Außenlaststationen
Luft-Luft-Lenkflugkörper
4 × Startschienen für je 1 × GosMKB Wympel R-37M (AA-13 „Axehead“) – radargesteuert für Langstrecken
6 × AKU/APU-470-Startschienen für je 1 × GosMKB Wympel R-27R (AA-10 „Alamo-A“) – halbaktiv radargelenkt für Mittelstrecken
2 × AKU/APU-470-Startschienen für je 1 × GosMKB Wympel R-27T (AA-10 „Alamo-B“) – infrarotgesteuert für Mittelstrecken
6 × AKU/APU-470-Startschienen für je 1 × GosMKB Wympel R-27ER1 (AA-10 „Alamo-C“) – halbaktiv radargelenkt für Langstrecken
2 × AKU/APU-470-Startschienen für je 1 × GosMKB Wympel R-27ET1 (AA-10 „Alamo-D“) – infrarotgesteuert für Langstrecken
6 × AKU/APU-170-Startschienen für je 1 × GosMKB Wympel R-77/RWW-AE/RWW-SD (AA-12 „Adder“) – aktiv radargelenkt für Langstrecken
6 × P-12-1-D-Startschienen für je 1 × GosMKB Wympel R-73R/E/M2 (AA-11 „Archer“) – infrarotgesteuert für Kurzstrecken
2 × AKU/APU-470-Startschienen für je 1 × GosMKB Wympel R-27P/R-27EP1 (AA-10 „Alamo-E/F“) – passiv gelenkt zur Bekämpfung von EloKa-Flugzeugen
Marschflugkörper
2 × AKU-58-Startschiene für eine MKB Raduga Ch-59ME „Owod“ (AS-18 „Kazoo“)
4 × AKU-58-Startschiene für eine MKB Raduga Ch-59MK „Owod“ (AS-18 „Kazoo“)
Luft-Boden-Lenkwaffen
6 × AKU-58M-Startschiene für je 1 × GosMKB Wympel Ch-29L (AS-14 „Kedge“) – lasergelenkt
6 × AKU-58M-Startschiene für je 1 × GosMKB Wympel Ch-29T/TE (AS-14 „Kedge“) – fernsehgelenkt
6 × AKU-58-Startschiene für eine Swesda-Strela Ch-31P „Taifoon“ (AS-17 Krypton) – passive Ortung zur Radarbekämpfung
6 × AKU-58-Startschiene für eine Swesda-Strela Ch-31A „Taifoon“ (AS-17 Krypton) – aktiv radargelenkt zur Schiffsbekämpfung
4 × AKU-58-Startschiene für eine Swesda Ch-35E (SS-N-25 Switchblade) – aktiv radargelenkt zur Schiffsbekämpfung
Ungelenkte Luft-Boden-Raketen
4 × B-8-O/M1-Raketen-Startbehälter für je 20 × ungelenkte S-8-Luft-Boden-Raketen; Kaliber 80 mm
4 × B-13L-Raketen-Startbehälter für je 5 × ungelenkte S-13-Luft-Boden-Raketen; Kaliber 122 mm
4 × PU-O-25-Raketen-Startbehälter für eine ungelenkte S-25OFM-Luft-Boden-Rakete; Kaliber 340 mm
Gelenkte Bomben
3 × BD-4-Aufhängung für je 1 × GNPP KAB-1500L-F (lasergelenkte 1500-kg-Bombe)
3 × BD-4-Aufhängung für je 1 × GNPP KAB-1500S-E (satellitennavigationsgelenkte 1500-kg-Bombe)
3 × BD-4-Aufhängung für je 1 × GNPP KAB-1500TK/Kr (fernsehgelenkte 1500-kg-Bombe)
3 × BD-4-Aufhängung für je 1 × GNPP UPAB-1500B (satellitennavigationsgelenkte 1500-kg-Bombe)
6 × BD-3U-Aufhängung für je 1 × GNPP KAB-500 D (lasergelenkte thermobarische 500-kg-Bombe)
6 × BD-3U-Aufhängung für je 1 × GNPP KAB-500L/LK/KR (lasergelenkte 500-kg-Bombe)
6 × BD-3U-Aufhängung für je 1 × GNPP KAB-500T/KR (fernsehgelenkte 500-kg-Bombe)
6 × BD-3U-Aufhängung für je 1 × GNPP KAB-500S-E (satellitennavigationsgelenkte 500-kg-Bombe)
Freifallende Bomben
8 × Basalt FAB-500M-62T (500-kg-Spreng-/Splitter-Freifallbombe)
8 × SB-500 (500-kg-Brandbombe)
8 × RBK-500 (500-kg-Streubombe)
8 × ODAB-500PM (500-kg-Aerosolbombe)
8 × BETAB-500SHP (500-kg-Anti-Pisten-Bombe)
4 × Mehrfachbombenträger MBD3-U6-68 mit je 6 × Basalt FAB-250M-62 (250-kg-Freifallbombe, max. 28 Bomben)
4 × Mehrfachbombenträger MBD3-U6-68 mit je 6 × OFAB-250-270 (250-kg-Freifallbombe, max. 28 Bomben)
5 × Mehrfachbombenträger MBD3-U6-68 mit je 4 × RBK-250-275 (275-kg-Streubombe, max. 20 Bomben)
4 × Mehrfachbombenträger MBD3-U6-68 mit je 6 × Basalt FAB-100 (100-kg-Freifallbombe, max. 28 Bomben)
6 × Mehrfachbombenträger MBD3-U6-68 mit je 5–6 × Basalt OFAB-100-120 (100-kg-Freifallbombe, max. 32 Bomben)
8 × P-50T-Übungsbomben
Externe Behälter
3 × Basalt KMGU-2 (270-kg-Submunitionsbehälter für Kleinbomben und Minen)

1 × Tekon/Elektron-APK-9E-Datenübertragungsbehälter für Ch-29, Ch-59 und KAB-1500TK
2 × Sorbzija /KNIRTI SPS-171 / L005S „Sorbzija-S“-Störbehälter
2 × KNIRTI L-175W „Chibiny“ Störbehälter
1 × KNIRTI SAP-14-Störbehälter
2 × KNIRTI SAP-518-Störbehälter

## Selbstverteidigungssysteme
Täuschkörperdispenser
Zwischen den Triebwerken sind im Hecksporn zwei größere Batterien APP-50A-Täuschkörperwerfer für 14 Blöcke zu je 3 × 50-mm-Täuschkörpern und mittig auf dem Wulst des Hecksporns ein Gorizont-APP-50MA-Täuschkörperwerfer (rechteckiger Behälter für je 12 × 50-mm-Hitzefackel-Täuschkörper) eingebaut. Insgesamt sind 96 Täuschkörperpatronen vorhanden.

## Nutzerstaaten

### Aktuelle Nutzer
- Algerien – Per Ende 2024 befanden sich 63 Su-30 im Dienst.[22]
- Angola – Per Ende 2024 befanden sich 12 Su-30 im Dienst. Diese Flugzeuge wurden von Indien im Jahr 2010 an den Hersteller Suchoi zurückgegeben. Dort wurden die gebrauchten Flugzeuge generalüberholt und im Jahr 2013 an Angola verkauft.[23][22]
- Armenien – Per Ende 2024 befanden sich 4 Su-30SM im Dienst. Im Februar 2019 bestellte Armenien 4 Exemplare, die im Jahr 2020 ausgeliefert wurden.[24][25]:182[22]
- Belarus – Per Ende 2024 befanden sich 4 Su-30SM im Dienst.[22]
- Volksrepublik China – Per Ende 2024 befanden sich 73 Su-30MKK und 24 Su-30MK2 im Dienst.[26]:254 ff.[22]
- Indien – Per Ende 2024 befanden sich 265 Su-30MKI im Dienst. Es wurden ursprünglich 272 von Indien bestellt,[27] 12 weitere wurden 2023 als Ersatz für abgestürzte Maschinen bewilligt.[28] Es wurden auch 240 neue Triebwerke in Auftrag gegeben.[29][30][22]
- Kasachstan – Per Ende 2024 befanden sich 24 Su-30SM im Dienst.[31][22]
- Malaysia – Per Ende 2024 befanden sich 18 Su-30MKM im Dienst.[22]
- Myanmar – Per Ende 2024 befanden sich 6 Su-30SME im Dienst.[22]
- Russland – Per Ende 2024 befanden sich 41 Su-30M2 und 132 Su-30SM im Dienst der Luftstreitkräfte und Seefliegerkräfte.[32][22]
- Uganda – Per Ende 2024 befanden sich 6 Su-30MK2 im Dienst.[33][22]
- Venezuela – Per Ende 2024 befanden sich 21 Su-30MKV im Dienst.[34][22]
- Vietnam – Per Ende 2024 befanden sich 36 Su-30MK2 im Dienst[35][22]

## Zwischenfälle
- Am 12. Juni 1999 stürzte eine Su-30MK während einer Vorführung bei der Pariser Luftfahrtschau auf dem Flughafen Le Bourget ab – beide Piloten konnten sich rechtzeitig per Schleudersitz retten.[36]
- Am 17. September 2015 verunglückte eine venezolanische Su-30MKV nahe der Grenze zu Kolumbien beim Abfangen eines unerlaubt in den Luftraum eingedrungenen Flugzeugs, wobei beide Piloten starben.[37]
- Anfang Mai 2018 stürzte eine russische Su-30SM kurz nach dem Start vom Militärflugplatz Hmeimim ins Mittelmeer. Beide Piloten kamen ums Leben.[38]
- Im September 2020 schoss der Pilot einer Su-35 während einer Luftkampfübung bei Twer versehentlich eine Su-30SM ab. Die beiden Piloten retteten sich mit den Schleudersitzen. Nach vorläufigem Stand der Ermittlungen führte eine Verkettung von menschlichen Fehlern zu dem Zwischenfall: Das Bodenpersonal hatte die Maschine nicht abmunitioniert, und der 34-jährige Pilot der Su-35 versäumte, das Waffensystem in den Übungsmodus zu schalten. Dadurch wurde während des simulierten Nahkampfes ein Feuerstoß mit scharfer 30-mm-Munition aus der Bordkanone abgegeben, der die Su-30 traf.[39]
- Am 23. Oktober 2022 stürzte eine russische Su-30 bei einem Testflug in ein Wohnhaus in Irkutsk. Beide Piloten starben.[40]
- Am 12. August 2023 stürzte eine russische Su-30 im Kaliningrader Gebiet ab. Beide Piloten starben.[41]
- Am 11. September 2024 gegen 5:00 Uhr wurde eine russische Su-30SM über dem Schwarzen Meer von der ukrainischen Spezialeinheit GUR mittels einer MANPADS abgeschossen. Das Ergebnis einer russischen Rettungsaktion für die Piloten drei Stunden später ist nicht bekannt.[42]
- Am 2. Mai 2025 wurden zwei Su-30 Maschinen in der Nähe des Hafens von Noworossijsk durch die ukrainische Spezialeinheit GUR abgeschossen. Es war der erste Angriff, der von der Überwasser-Drohne MAGURA V5 aus mittels einer Luft-Luft-Rakete (AIM-9 Sidewinder)[43] erfolgreich ausgeführt wurde.[44][45]
- Am 7. Mai 2025 schoss die pakistanische Luftwaffe, nach eigenen Angaben, mit der Chengdu J-10CE mittels PL-15E (BVR-Rakete), unter anderem, eine indische Suchoi Su-30MKI ab.[46]